# Vlag van Nagano

Vlag van Nagano (ratio 2:3)

De prefecturale vlag van Nagano bestaat uit een oranje vlak met een wit gestileerd katakana-karakter ナ [na] in de vorm van een vliegende vogel binnen een cirkel, waarin de vorm van een berg wordt weerspiegeld als in een meer. Het ontwerp verbeeldt de vooruitgang en ontwikkeling van de prefectuur door de natuur en de vriendschap en eenheid van de burgers. De oranje kleur staat voor de zon en de sneeuw van de prefectuur. De prefecturale vlag werd op 20 maart 1967 aangenomen.